# Neychālān
Neychālān (persiska: نِيچَلان, نیچالان, Neychalān) är en ort i Iran.   Den ligger i provinsen Västazarbaijan, i den nordvästra delen av landet, 600 km väster om huvudstaden Teheran. Neychālān ligger 1 525 meter över havet och antalet invånare är 616.
Terrängen runt Neychālān är varierad. Neychālān ligger nere i en dal. Runt Neychālān är det ganska tätbefolkat, med 185 invånare per kvadratkilometer. Närmaste större samhälle är Jalqarān, 16,4 km nordväst om Neychālān. Trakten runt Neychālān består i huvudsak av gräsmarker.